# Jiāng Zǐyá (film)
Jiāng Zǐyá (姜子牙S, Jiāng ZǐyáP), noto altresì con il titolo Jiang Zi Ya, è un film d'animazione cinese del 2020 scritto da Xie Xiying e diretto da Cheng Teng e Li Wei.
È ambientato nello stesso universo del film Nézhā zhī mótóng jiàngshì (2019), ovvero il Fengshen Cinematic Universe.

## Trama
Dopo che uno spirito volpe causa la caduta della dinastia Shang, una guerra si scatena tra i tre regni. Alla fine, lo spirito volpe viene catturato. Jiang Ziya, un mortale diventato famoso grazie alla guerra, riceve l'incarico di giustiziarlo. Durante l'esecuzione, lo spirito volpe mostra a Jiang Ziya che dentro di lei c'è una giovane ragazza, e che portare a termine l'uccisione significherebbe condannare anche lei. Jiang Ziya esita, ma alla fine sembra uccidere lo spirito volpe dopo che questo tenta di fuggire. Non riuscendo ad accettare che la ragazza fosse solo un'illusione creata dallo spirito volpe, Jiang Ziya viene privato dei suoi poteri e bandito nel Mare del Nord finché non riuscirà a ritrovare la lucidità.
Jiang trascorre dieci anni sulla Terra, demoralizzato, in compagnia del suo amico Shen Gongbao e del suo animale domestico, Si Bu Xiang. Un giorno, incontra Xiao Jiu, una giovane spirito volpe affetta da amnesia che somiglia alla ragazza vista durante l'esecuzione dello spirito volpe. Dopo uno scontro per una mappa, Jiang Ziya decide di accompagnarla al Monte Youdu, dove lei crede che il padre la stia aspettando, seguito da Shen Gongbao. Durante il viaggio, Jiang combatte numerosi demoni oscuri, tra cui spiriti volpe malvagi e le anime dei perduti. Arrivati al Monte Youdu, Xiao Jiu incontra il Re di Zhou, il quale le rivela che è legata allo spirito volpe originale e che per sconfiggerlo definitivamente deve essere uccisa. Jiang Ziya, sentendo queste parole, tenta di ucciderla ma, involontariamente, evoca di nuovo lo spirito volpe. Quest'ultimo spiega che la ragazza è in realtà Su Daji, abbandonata dal padre per diventare una concubina.
Jiang Ziya e Shen Gongbao riescono a combattere insieme lo spirito volpe, ma al prezzo della morte di Si Bu Xiang. Shen Gongbao decide di sacrificare parte del suo potere per mandare Jiang Ziya nei cieli, così che possa parlare con il Maestro, Yuanshi Tianzun. Il Maestro gli spiega che non gli è stata negata la divinità per non aver ucciso il capo del clan delle volpi, ma perché era disposto a rischiare il destino del mondo pur di salvare la ragazza. Jiang Ziya riesce a convincere il Maestro a permettergli di guidare la ragazza verso la reincarnazione, il che porterebbe alla distruzione dello spirito volpe.
Jiang Ziya porta Xiao Jiu alla Porta della Reincarnazione, mentre Shen Gongbao tiene a bada lo spirito volpe. Tuttavia, quest'ultimo riesce a superarlo e ad attaccare la porta. Mentre recupera il suo potere, spiega a Jiang Ziya che un tempo le era stata promessa la divinità, ma che in realtà era stata solo trasformata in un capro espiatorio per unire i tre regni. Jiang Ziya tenta di salvare la ragazza, ma il Maestro invia una ghigliottina per ucciderla. Realizzando che il suo vero potere proviene dalla fiducia in sé stesso e non dalla volontà del cielo, Jiang Ziya sembra riuscire a salvarla, ma alla fine la ragazza viene uccisa dalla ghigliottina. Gli dei applaudono Jiang Ziya per aver ucciso lo spirito volpe e gli offrono nuovamente la divinità. Rendendosi conto della corruzione del cielo, Jiang Ziya distrugge il ponte tra il regno umano e quello celeste, spezzando il legame tra i due.
Anni dopo, Shen Gongbao racconta la storia di Jiang Ziya a un discepolo, descrivendolo come un vero eroe sopra ogni altro. Nel frattempo, una giovane ragazza e un cane, reincarnazioni di Xiao Jiu e Si Bu Xiang, giocano insieme.
Nella scena dopo i titoli di coda, tre divinità vengono assegnate alla sorveglianza di una prigione celeste. In un'altra scena, Jiang Ziya cena con Ne Zha.

## Personaggi
- Jiang Ziya, doppiato da Zheng Xi
- Xiao Jiu / Su Daji, doppiata da Yang Ning
- Shen Gongbao, doppiato da Tutehameng
- Si Bu Xiang, doppiato da Yan Meme
- Jiuwei / Regina dei Demoni, doppiata da Ji Guanlin e Shan Xin
- Tianzun, doppiato da Jiang Guangtao

## Distribuzione
Il film è stato distribuito in Cina e negli Stati Uniti il 1° ottobre 2020.

## Accoglienza

### Incassi
Il film ha incassato 243.220.000 dollari in Cina e 667.233 nel resto del mondo, per un totale di 243.887.233 dollari.